# Фердинанд фон Цепелин
Граф Фердинанд Адолф Хайнрих Август фон Цепелин (нем.: Ferdinand von Zeppelin), германски благородник, генерал, конструктор на дирижабли.
Роден е в Констанц (Германия) на 8 юли 1838 г. Завършва през 1854 г. военната академия в Лудвигсбург и през 1857 г. става офицер в германската армия.
От 1861 до 1865 г. Цепелин участва като доброволец в Гражданската война в САЩ на страната на Севера. След войната взема участие в експедиция по Мисисипи, по време на която за първи път се издига във въздуха с аеростат.
След завръщането си в Европа граф Цепелин участва в Австро-пруската война (1866) и във Френско-пруската война (1861 – 1865), достигайки до бригаден генерал. Преминава в запаса през 1891 г.
Започва да се занимава с конструиране и изпитване на дирижабли. Неговият първи модел е LZ-1, с обем 11 300 m3. Първият полет с него е извършен от самия Цепелин на 2 юли 1900 г. Дирижабълът се оказва твърде бавен, тъй като са използвани 2 бавни двигателя „Даймлер“ с мощност по 16 hp. Поради лошото време полетът продължава едва 20 минути.
През януари 1906 г. граф Цепелин построява втория си дирижабъл – LZ-2, който вече е наречен цепелин. Този апарат се оказва също неудачен – по време на полета се откъсват двигателите му и трудно е приводнен в езерото. На 9 октомври 1906 г. с дирижабъл LZ-3 прелита 97 km за 2 часа. През 1908 г. граф Цепелин създава сполучливия си модел LZ-4 и самият той прекарва на борда му във въздуха 8 часа, прелитайки в Швейцария.
Граф Цепелин е в основата за създаването на Luftschiffbau Zeppelin GmbH, а през 1909 г. основава първата в света транспортна авиокомпания Deutsche Luftschiffahrts-Aktiengesellschaft  (DELAG – „Германски дирижабли“) за граждански превози на пътници и товари. За целта се построяват в най-големите градове огромни хангари и мачти за привързване на машините. На следващата година започват редовните вътрешни пътнически полети и до 1914 г. няма никаква авария. За същия период са построени 25 апарата, от които 6 са пътнически.
По време на Първата световна война Германия е единствената държава, която притежава цепелини с твърда конструкция. Дирижаблите на граф Цепелин започват да се използват и за военни цели – първоначално като разузнавателни средства, но скоро след това към тях са монтирани картечници и са навесени бомби за военни действия.
Граф Фердинанд фон Цепелин умира в Берлин на 8 март 1917 г. След смъртта му неговата фирма продължава тази специфична дейност.
През 1928 г. е построен дирижабълът за далечни полети „Граф Цепелин“. Този апарат е използван за редовни превози на поща и пътници през Атлантическия океан. Последният пътнически дирижабъл „Хинденбург“, предназначен за далечни полети, претърпява катастрофа в Ню Йорк на 6 май 1937 г., след като е извършил 63 полета над океана.
Обявен е за почетен гражданин на редица градове в Германия: Баден-Баден, Вормс, Мюнхен, Улм, Фридрихсхафен, Щутгарт, Констанц, Линдау.